# 东塘乡
东塘乡，是中华人民共和国江西省上饶市余干县下辖的一个乡镇级行政单位。

## 行政区划
东塘乡下辖以下地区：
东塘村、东河村、富裕村、东风村、东方村、新村和新建村。